# 伊登鎮區 (明尼蘇達州布朗縣)
伊登鎮區（英語：Eden Township）是位於美國明尼蘇達州布朗縣的一個行政鎮區。

## 地方資料
伊登鎮區的面積為107.60平方千米，當中陸地面積為107.10平方千米，而水域面積為0.50平方千米。根據2020年美國人口普查的數據，當地共有人口214人，而人口密度為每平方千米1.99人。